# イングリッシュ・ブレックファスト・ティー

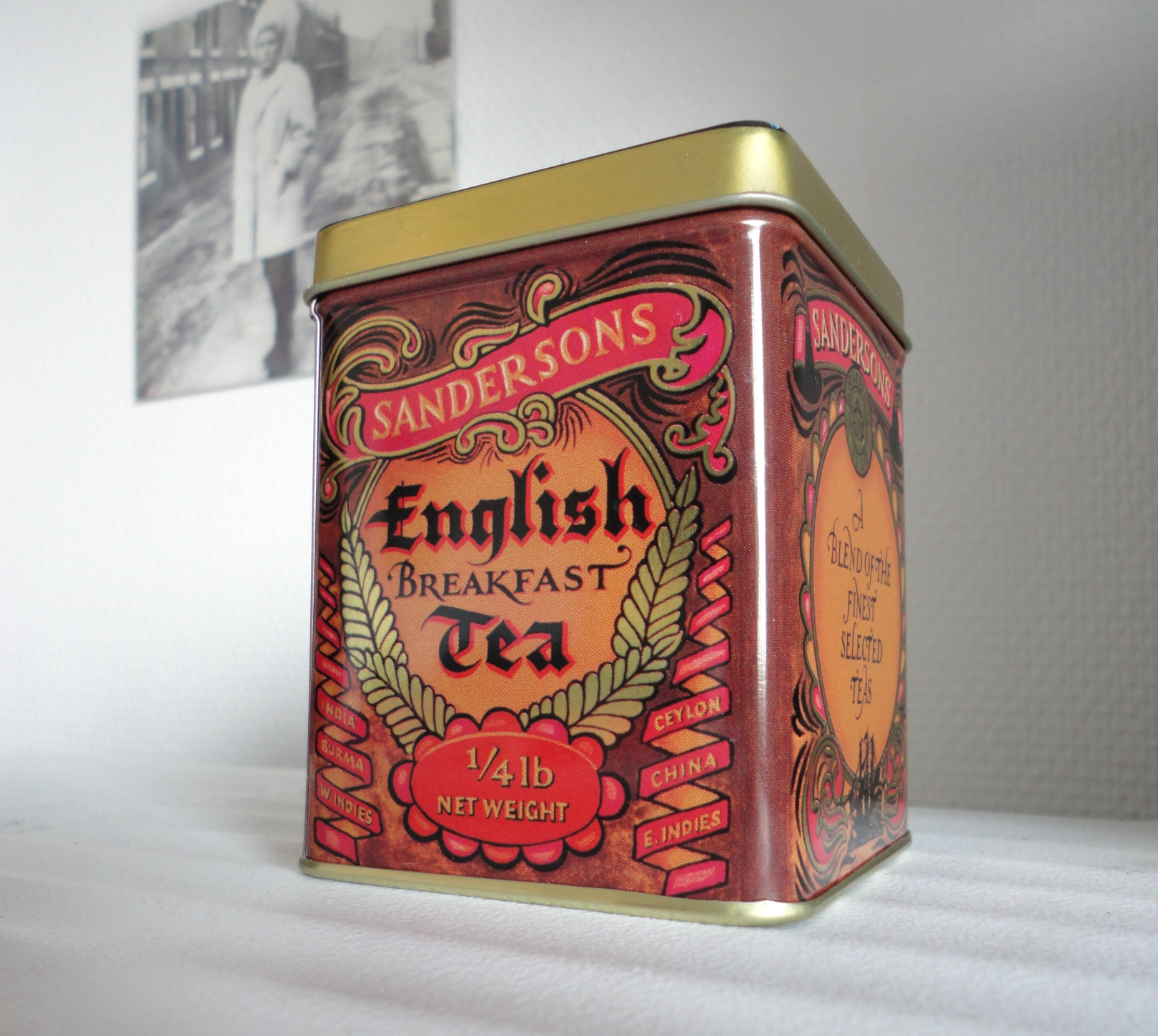
缶入りのイングリッシュ・ブレックファスト・ティー

イングリッシュ・ブレックファスト・ティー（English breakfast tea）は紅茶の伝統的なブレンドである。そもそもはアッサム茶、セイロン茶、ケニア茶のブレンドとして誕生した。イングリッシュ・ブレックファスト・ティーは英国の茶文化において非常に人気のあるブレンド・ティーであり、またもっとも一般的な茶である。
イングリッシュ・ブレックファスト・ティーは、風味や香りが強くこくのある紅茶で、ミルクや砂糖と合うようにブレンドされたものであり、たっぷりのフル・ブレックファストとともに供されるのが伝統であるとされることが多い。
一口にイングリッシュ・ブレックファスト・ティーといってもさまざまだが、アッサム茶、セイロン茶、ケニア茶を用いるものが大多数を占め、高級品にはキームン茶が含まれることがある。イングリッシュ・ブレックファスト・ティーの一般的なブランドには、トワイニング、Dilmah、Taylors of Harrogate、Ahmad Tea、Whittard、Qualitea、Darvilles of Windsor などがある。これらの他に、Yorkshire Tea、PG Tips 、Typhoo、Tetley　といった大手紅茶ブランドやスーパーの自社ブランドも、イングリッシュ・ブレックファスト・ティーと銘打ってはいないが、類似のブレンドを提供している。

## 起源
起源に関しては諸説が存在する。朝食にブレンドした紅茶を飲むことは実際に古くからの英国の習慣であるが、そのようなブレンドを「イングリッシュ・ブレックファスト・ティー」と呼ぶことは英国ではなく米国で始まったらしく、それも植民地時代に遡るようである。補足として、米紙（Journal of Commerce）の古い記事を参照したウェブページによると、「イングリッシュ・ブレックファスト・ティー」は1843年、ニューヨーク市の茶商人リチャード・デイヴィーズ（Richard Davies）に遡るという。イングランドからの移民であったデイヴィーズは、工夫紅茶をベースにオレンジ・ペコと Pouchong を少量加えて事業を始め、茶の値段は1ポンド（約454g）あたり50セントであった。これが大当たりしたことから模倣品が出回り、結果として「イングリッシュ・ブレックファスト・ティー」の名前も広まっていった。他にスコットランドに起源を求める説もあり、その説ではこのブレンドはもともと単に「ブレックファスト・ティー」と呼ばれていたこと、その普及にヴィクトリア女王もいくぶん与って力があったことが言及されている。